# Doeke Meintema
Doeke Meintema (Mantgum, 20 mei 1877 – Leeuwarden, 14 januari 1935) was een Nederlands architect die vooral werkzaam was in Friesland.

## Biografie
Meintema werd op 20 mei 1877 in Mantgum (Baarderadeel) geboren als zoon van timmerman Klaas Doekes Meintema en Hendrikje Martens van der Goot. Hij volgde de Ambachtschool in Leeuwarden en de Rijksnormaalschool voor Teekenonderwijzers in Amsterdam. Daarna werkte hij voor verschillende architectenbureaus waaronder dat van Eduard Cuypers  in Amsterdam en Henri Evers in Delft, en volgde gelijktijdig toehoorderscolleges bouwkunde aan de Technische Hogeschool. Onder Evers had Meintema een belangrijk aandeel in het ontwerp van het Stadhuis van Rotterdam. In 1914 werd Meintema's ontwerp voor een verzorgingshuis voor ouden van dagen in Hilversum bekroond. In 1917 keerde de inmiddels veertigjarige Meintema terug naar Friesland en vestigde zich als onafhankelijk architect in Leeuwarden.

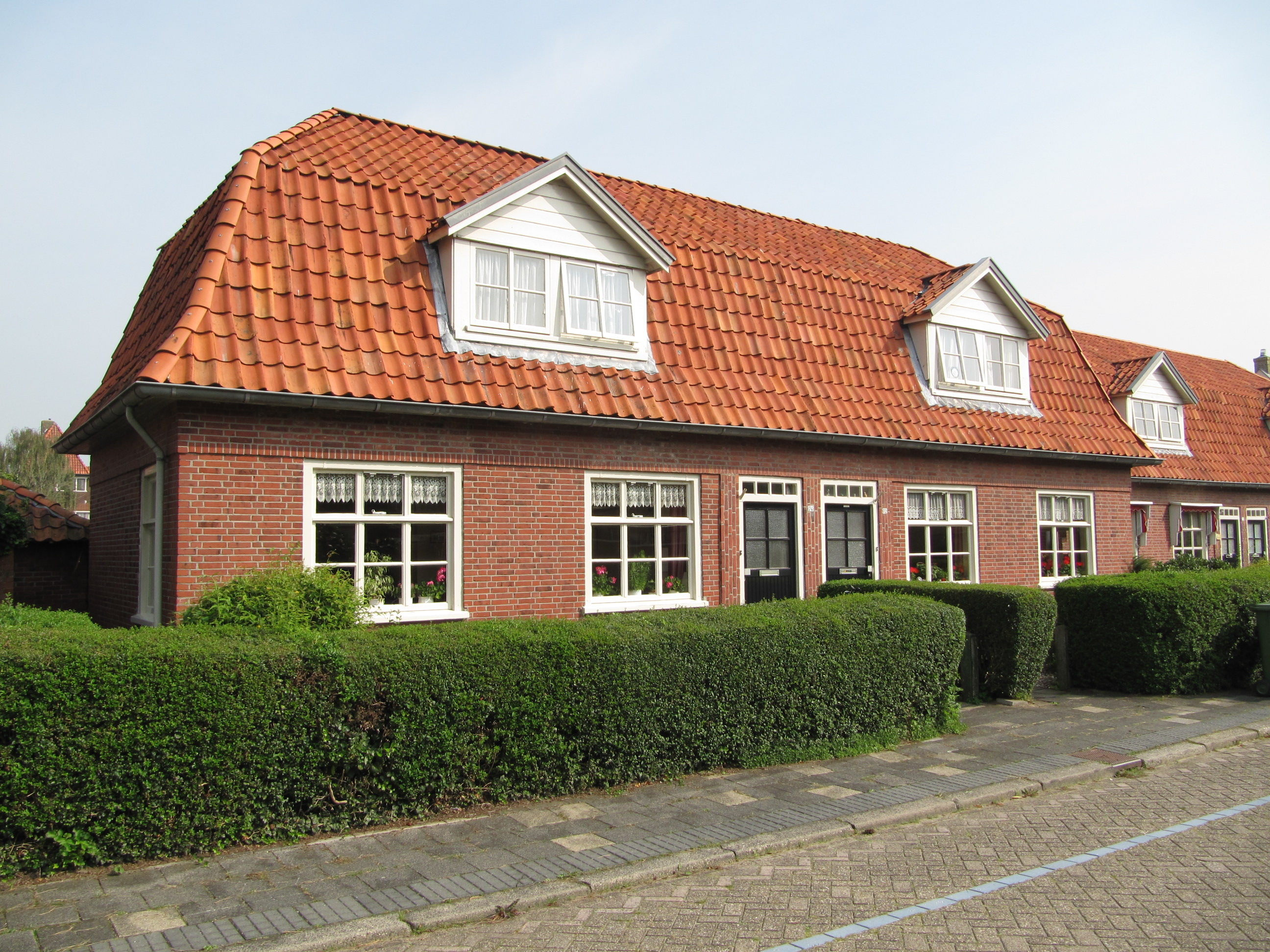
Franekerstraat 72-74

Hij was een van de oprichters van de Coöperatieve Vereniging "Woningbouw" in Leeuwarden (1919-1937) en ontwierp hiervoor een complex van 70 "middenstandswoningen in Interbellum stijl" die tussen 1919 en 1921 in het noordelijke deel van de Vosseparkwijk werden gebouwd.
Meintema was lid van de stedelijke schoonheidscommissie, de provinciale adviescommissie en voorzitter van de Kring Leeuwarden van de Bond van Nederlandsche Architecten. Naast zijn werk als architect gaf Meintema les in bouwkunde aan de Middelbare Technische School van Leeuwarden. Tot zijn leerlingen behoorde de latere architect Piet de Vries. Auke Komter ging bij Meintema in de leer op zijn architectenbureau.
Op 14 januari 1935 overleed Meintema, na een ziekbed van enkele weken, op 57-jarige leeftijd in Leeuwarden. Hij werd begraven op de Noorderbegraafplaats. Zijn architectenbureau werd overgenomen door J.J.M. Vegter (1906-1982).